# Gottesmutter von der Pforte

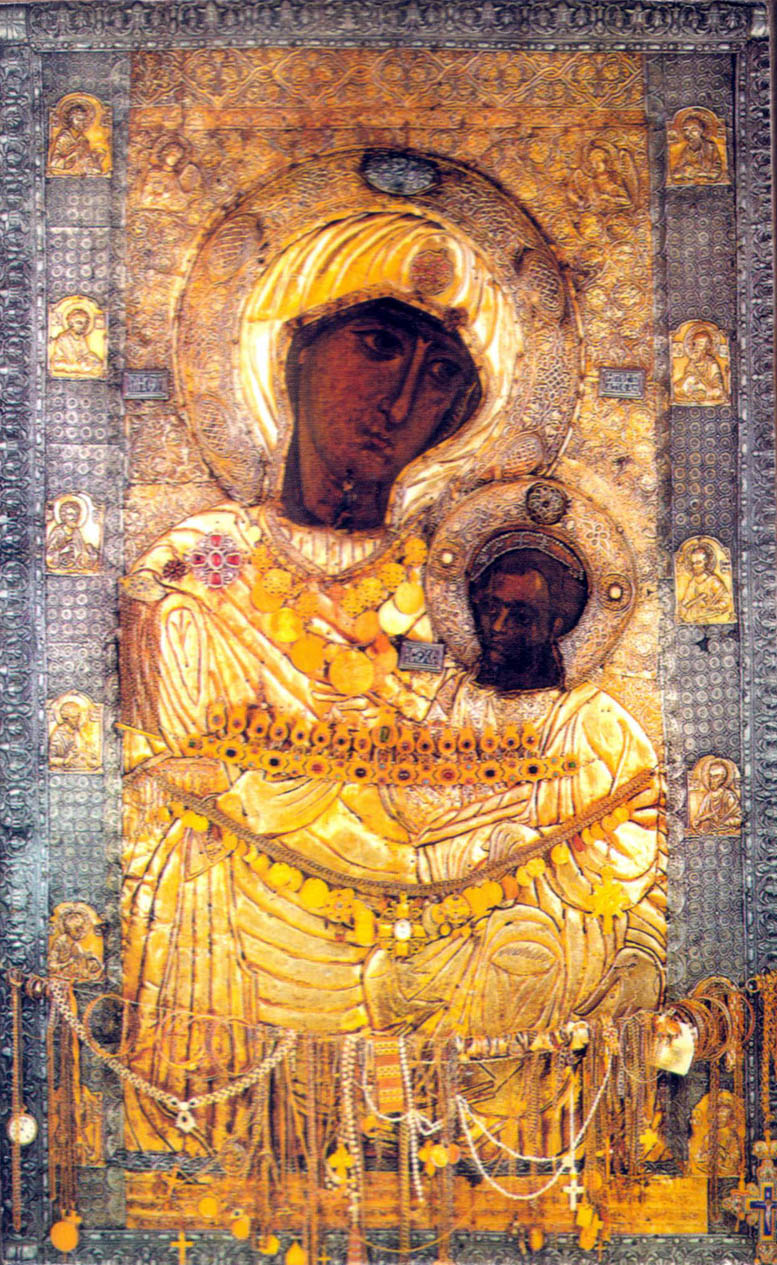
Ikone der Gottesmutter von der Pforte, Kloster Iveron, Athos, Griechenland

Die Gottesmutter von der Pforte ist eine Ikone der Jungfrau Maria. Sie findet sich heute im georgischen Kloster Iviron auf dem Athos in Griechenland. Sie zählt zu den wichtigsten Ikonen der Gottesmutter in der orthodoxen Kirche und gilt bei den Gläubigen als wundertätig.

## Namen
Die Ikone der Gottesmutter von der Pforte wird auch nach ihrer griechischen Bezeichnung Panagia Portaitissa (griechisch: Παναγία Πορταΐτισσα) genannt. Weitere Benennungen sind – nach ihrem heutigen Aufbewahrungsort – Jungfrau von Iviron, iberische Madonna oder auch Iwerskaja, nach ihrem Namen in der russischen Sprache (Иверская икона).

## Entstehungszeit und Legenden
Die Ikone der Gottesmutter von der Pforte soll nach orthodoxem Glauben vom Evangelisten Lukas gemalt sein. Sie zählt zu einer der wichtigsten Ikonen der Gottesmutter in der orthodoxen Kirche und gilt bei den Gläubigen als wundertätig.
Die Ikone stammt nach neueren Analysen wohl eher aus dem späten 10. oder frühen 11. Jahrhundert. Sie wurde im frühen 16. Jahrhundert mit einer Einfassung aus Gold- und Silberblech beschlagen, die nur die Gesichter von Maria und dem Jesuskind freilässt.
Die seit dem frühen 16. Jahrhundert entstandenen zahlreichen Legenden um die Ikone der Gottesmutter von der Pforte und über ihre Herkunft beruhen eventuell auf Überlieferungen aus älteren, georgischen Quellen. Dies ist jedoch nicht sicher nachweisbar.

## Wundersame Ankunft in Athos
Das Gesicht der Gottesmutter weist ein Wundmal auf. Dieses soll sie während des byzantinischen Bilderstreites erhalten haben, als sie in Nicäa in Bithynien von einem Soldaten mutwillig beschädigt, ins Meer geworfen und dann wunderbarerweise am Strand des Athos angeschwemmt wurde. 

## Namensgebung
Der Name der Ikone Gottesmutter von der Pforte soll der Überlieferung gemäß auf eine Episode nach ihrer Auffindung zurückgehen. Danach soll mehrmals im Inneren der Klosterkirche aufgehängt worden sein, fand sich aber immer wieder auf wundersame Weise am Eingang wieder.

## Ikonentypus
Die Ikone der Gottesmutter von der Pforte gehört nach der Art ihrer Darstellung der Maria zum byzantinischen Typus der Hodegetria. Ihre Darstellung ist vergleichbar mit der Ikone der Gottesmutter von Smolensk und der Schwarzen Madonna von Częstochowa, die ebenfalls zu diesem Typus zählen. Gemeinsam ist diesen Ikonen, dass Maria mit ihrer rechten Hand auf das aufrecht thronende Jesuskind zeigt. 

## Spätere Kopien
Von der Ikone der Gottesmutter von der Pforte wurden im Laufe der Zeit mehrere Kopien angefertigt, die zum Teil selbst auch als wundertätig gelten. So etwa die iberische Ikone aus dem 17. Jahrhundert, die seit 1669 im Auferstehungstor in Moskau den Eingang zum Kreml beschützen soll. Eine Iverskaja aus dem 17. Jahrhundert befindet sich im Neujungfrauen-Kloster. Sie ist seit der Oktoberrevolution verschollen und wurde 1995 durch eine neue Kopie ersetzt. Andere Kopien finden sich im bulgarischen Kloster Roschen (1790) und im kanadischen Montreal.

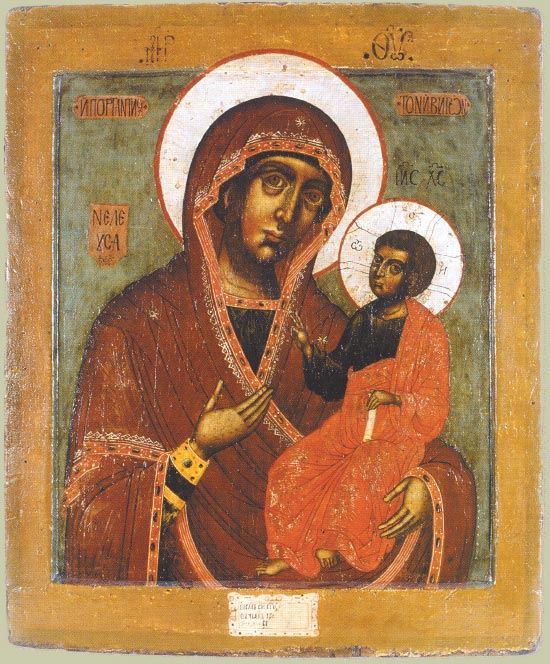
Iwerskaja, Kopie der Gottesmutter von der Pforte, Russland, spätes 17. Jahrhundert, ehemals beim Auferstehungstor in Moskau
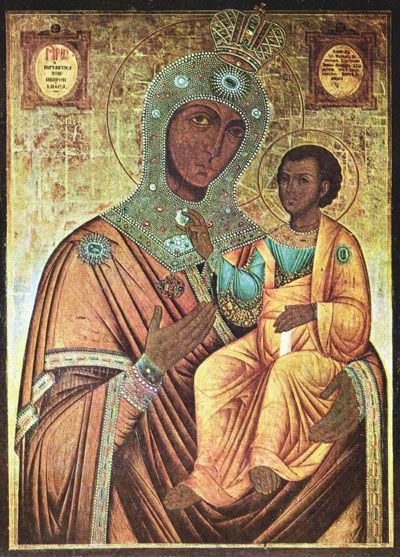
Kopie der Moskauer Iwerskaja, um 1758, von den Franzosen 1812 geplündert, seit 1931 in der Église des Trois-Saints-Docteurs, Paris, seither auch Iwerskaja-Parizhskaja (Иверская-Парижская)
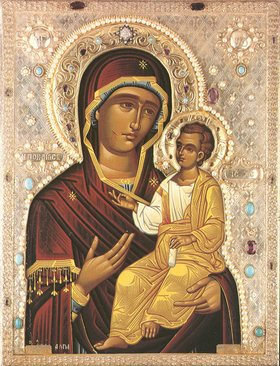
Kopie der Gottesmutter von der Pforte, Montreal, 20. Jahrhundert